# Landour
Landour est une municipalité située dans l’État de l'Uttarakhand en Inde.

## Personnalité liée
- Mary Fenton, actrice indienne.
- John Birch, militaire et missionnaire protestant américain